# Tres kilómetros al fin del mundo
Tres kilómetros al fin del mundo (en rumano: Trei kilometri până la capătul lumii) es una película dramática rumana de 2024 dirigida por Emanuel Pârvu a partir de un guion que escribió con Miruna Berescu. 
La película tuvo su estreno mundial en el 77º Festival de Cine de Cannes, el 17 de mayo de 2024, donde fue seleccionada para competir por la Palma de Oro y ganó la Palma Queer .   La película fue elegida como la entrada rumana a Mejor Largometraje Internacional en los 97º Premios Óscar . 

## Trama
Adi, de 17 años, pasa el verano en su pueblo natal en el delta del Danubio. Una noche sufre una brutal agresión homófoba en la calle, al día siguiente su mundo se pone patas arriba. Sus padres ya no lo miran como antes y la aparente tranquilidad del pueblo empieza a resquebrajarse.

## Reparto
- Ciprian Chiujdea como Adi [5]
- Bogdan Dumitrache como El padre
- Laura Vasiliu como La madre
- Valeriu Andriuță como el jefe de policía
- Ingrid Micu-Berescu como Ilinca
- Richard Bovnoczki
- Adrian Titieni como El sacerdote
- Alina Berzunţeanu
- Radu Gabriel
- Crina Semciuc

## Producción
La película se rodó en el delta del Danubio, más precisamente en el brazo Sfântu Gheorghe y el canal Dunavăț, durante septiembre y octubre de 2023. 

## Estreno
La película fue seleccionada para la Competencia Principal de la Palma de Oro en el Festival de Cine de Cannes de 2024, donde tuvo su estreno mundial el 17 de mayo de 2024.   En abril de 2024, Goodfellas adquirió los derechos de venta mundial de la película.  Independența Film distribuyó la película en Rumania el 11 de octubre de 2024. 

### Respuesta crítica
En Rotten Tomatoes 67% de 15 críticas tuvieron opiniones positivas, con una calificación media de 6.6/10. En Metacritic, película tiene una puntuación media ponderada de 61 sobre 100, basada en 7 opiniones que indican críticas "generalmente favorables".
Wendy Ide, de Screen Daily, escribió que Parvu "tiene la suficiente confianza como narrador como para no sentir la necesidad de mostrarlo todo. No sólo no vemos el asalto en sí, sino sólo sus consecuencias cuando Adi se tambalea hasta su casa, sino que Parvu también deja que Adi se salga del encuadre durante la tensa conversación nocturna con el turista. Es un recurso inteligente: la película es la historia de Adi, por supuesto. Pero también es la de sus padres (interpretados por Bogdan Dumitrache y Laura Vasiliu), que luchan por ver a su hijo real detrás de la lente distorsionadora de quién y qué creen que debería ser". 

### Reconocimientos
| Festival                 | Fecha                  | Premio                               | Destinatario(s) | Resultado | Ref.   |
| ------------------------ | ---------------------- | ------------------------------------ | --------------- | --------- | ------ |
| Festival de Cannes       | 25 de mayo de 2024     | Palma de Oro                         | Emanuel Parvu   | Ganador   | [ 10 ] |
| Festival de Cannes       | 25 de mayo de 2024     | Queer Palm                           | Emanuel Parvu   | Ganador   |        |
| Premios del Cine Europeo | 7 de diciembre de 2024 | Premio de Cine Universitario Europeo | Emanuel Parvu   | Pendiente | [ 11 ] |
| SEMINCI                  | 26 de octubre de 2024  | Espiga Arco Iris                     | Emanuel Parvu   | Ganador   | [ 12 ] |